# دون فايس
دون فايس (بالإنجليزية: Don Weis)‏ هو مخرج أمريكي، ولد في 13 مايو 1922 في ميلواكي في الولايات المتحدة، وتوفي في 26 يوليو 2000 في سانتا فيه في الولايات المتحدة.

## وصلات خارجية
- دون فايس على موقع IMDb (الإنجليزية)
- دون فايس على موقع ألو سيني (الفرنسية)
- دون فايس على موقع أول موفي (الإنجليزية)
- دون فايس على موقع قاعدة بيانات الأفلام السويدية (السويدية)
- دون فايس على موقع إن إن دي بي (الإنجليزية)
- دون فايس على موقع قاعدة بيانات الفيلم (الإنجليزية)
- دون فايس على موقع كينوبويسك (الروسية)